# Sagenotortula
Sagenotortula là một chi rêu trong họ Pottiaceae.